# Cacaoboter

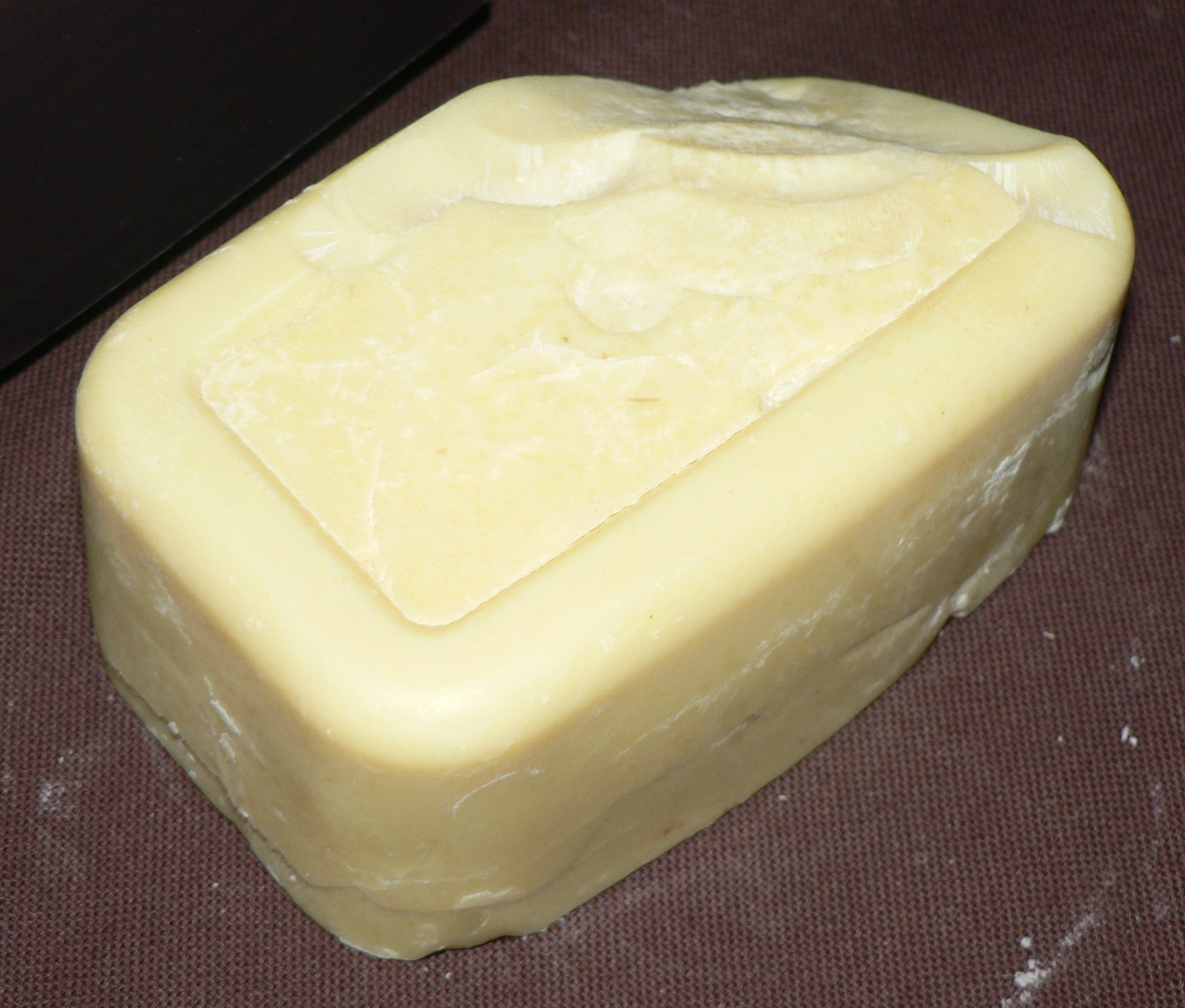
Cacaoboter

Cacaoboter is het vet dat van nature voorkomt in de cacaoboon.

## Productie
Cacaoboter wordt gemaakt tijdens de verwerking van gebrande cacaobonen. Deze bonen worden gemalen tot een soort vettige brij, de cacaomassa. De cacaomassa wordt vervolgens door persing gescheiden in ruwe cacaoboter en cacaopoeder. Soms vindt er aansluitend een raffinage en ontgeuring van de cacaoboter plaats.

## Eigenschappen en samenstelling
Cacaoboter is bij kamertemperatuur vrij week en smeerbaar. Vandaar dat men ook van boter spreekt. Het heeft een kenmerkende geur en is wit tot lichtgeel van kleur. Cacaoboter heeft een tamelijk smal smelttraject. Beneden 30 °C is het vast en bij meer dan ongeveer 36 °C is het vloeibaar.
De samenstelling van cacaoboter is afhankelijk van de hoeveelheid triglyceriden die erin voorkomen. Standaard zijn dit POP, POS en SOS, waarbij P staat voor palmitinezuur, O voor oleïnezuur en S voor stearinezuur. Deze samenstelling is mede verantwoordelijk voor het smeltpunt en de kristalisatie-eigenschappen van cacaoboter, waardoor dit zo geschikt is voor het maken van chocolade en bepaalde cosmeticaproducten, zoals lippenbalsem.

## Toepassingen
Cacaoboter wordt gebruikt bij het maken van chocolade. Hierbij wordt het in de chocolade geconcheerd. Vroeger was het in Nederland wettelijk verplicht dat chocolade met uitsluitend cacaoboter als vetbestanddeel werd gemaakt. Tegenwoordig mogen ook andere tropische plantaardige vetten worden gebruikt, tot maximaal 5% (conform het Warenwetbesluit Cacao en chocolade). Door het lage smeltpunt van cacaoboter dat in de buurt van de lichaamstemperatuur ligt smelt chocola in de mond.
Daarnaast wordt cacaoboter veel gebruikt in cosmetica, met name in lippenpommade en andere beschermende zalven. Ook hier is het lage smeltpunt belangrijk: dat zorgt voor een makkelijk uitsmeren van het product over het lichaam. Het gebruik in cosmetica is te herkennen aan de INCI-aanduiding: Theobroma cacao, de Latijnse naam voor de cacaoboom.
Een farmaceutische toepassing was het gebruik van cacaoboter als basis voor zetpillen. Dit wordt nu niet meer gedaan wegens verschillende nadelen: 
- Cacaoboter heeft een lage stabiliteit doordat het een andere kristalvorm zal vormen bij het stollen en bewaren. De andere kristalvormen hebben dan andere fysisch-chemische eigenschappen. In dit geval zal het een ander smeltpunt krijgen en een andere oplosbaarheid en oplossnelheid. Dit zijn factoren die de biologische beschikbaarheid beïnvloeden. Bij het stollen en bewaren ontstaan er niet reproduceerbare eigenschappen.
- Cacaoboter bevat veel onverzadigde vetzuren (het heeft een hoog joodgetal). Hierdoor zal tijdens bewaren door oxidatie van cacaoboter (ranzig worden van boter) een verhoogde kans bestaan op oxidatie van het geneesmiddel dat verwerkt zit in de basis. Om deze reden kunnen oxideerbare geneesmiddelen niet verwerkt worden in zetpillen met cacaoboter als basis.
- Een ander nadeel is dat er peroxiden kunnen gevormd worden (het heeft een hoog peroxidegetal). Hierdoor is er ook een verhoogde kans op degradatie van oxideerbare geneesmiddelen.

Door het verminderde gebruik in de farmaceutische industrie bleef er cacaoboter over. Een nieuwe toepassing is het op te eten in een smeersel voor op het brood. Het is dan vrij van zuivel en palmolie en werd verkocht in Nederland als droomboter.
Onder druk van de NZO en de NVWA werd de naam december 2023 gewijzigd in Droommm.